# Lake District National Park

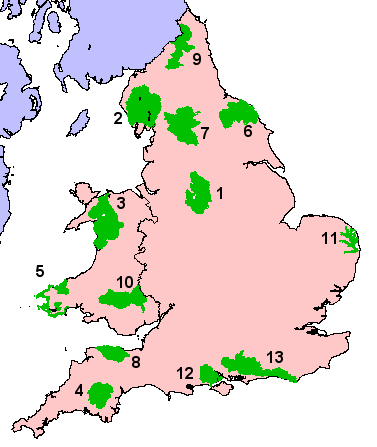
Der Lake District National Park (Nummer 2) in einer Karte der Nationalparks in England und Wales.

Detailkarte des Lake District National Park an der nordwestlichen Küste Englands

Der Lake District National Park ist ein Nationalpark in North West England der den kompletten zentralen Lake District umfasst. Die Gemeinde Kendal, einige Küstengebiete  und die Lakeland Halbinseln liegen außerhalb der Parkgrenzen.
Das Gebiet wurde am 9. Mai 1951 als Nationalpark ausgewiesen (weniger als einen Monat nach der ersten Gründung eines britischen Nationalparks – dem Peak District). Es behielt seine ursprünglichen Grenzen bis 2016. Dann wurde es um 3 % in Richtung des Yorkshire Dales National Park erweitert, um schützenswerte Landschaften im Lune Valley einzubeziehen.
Es ist der meistbesuchte Nationalpark im Vereinigten Königreich mit 16,4 Millionen Besuchern pro Jahr und mehr als 24 Millionen Besuchertagen pro Jahr, der größte der dreizehn Nationalparks in England und Wales und der zweitgrößte in Großbritannien nach den Cairngorms Nationalpark. Ziel ist es, die Landschaft zu schützen, indem unerwünschte Veränderungen durch Industrie oder Handel eingeschränkt werden. Das meiste Land im Park befindet sich in Privatbesitz. Etwa 55 % sind als landwirtschaftliche Flächen registriert. Grundbesitzer sind:
- Einzelne Landwirte und andere private Landbesitzer, wobei mehr als die Hälfte der landwirtschaftlichen Nutzfläche von den Eigentümern bewirtschaftet wird.
- Der National Trust besitzt rund 25 % der Gesamtfläche (einschließlich einiger Seen und Grundstücke von erheblichem Landschaftswert).
- Die Forstbehörde und andere Investoren in Wälder und Forsten.
- United Utilities (besitzt 8 %)
- Lake District National Park Authority (besitzt 3,9 %)

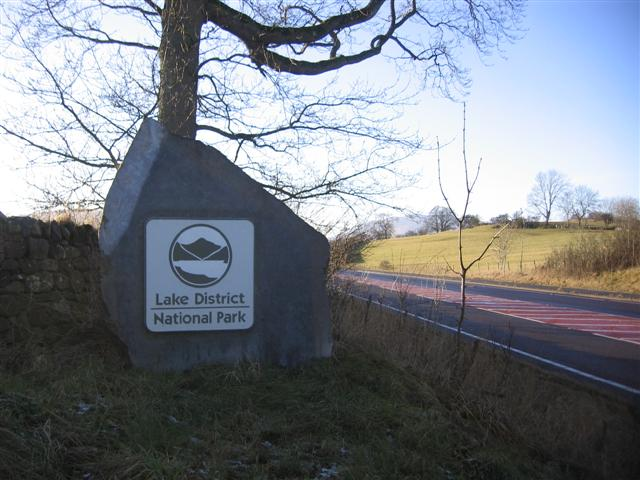
Blick in den Nationalpark

Die National Park Authority hat ihren Sitz in Kendal. Sie betreibt ein Besucherzentrum in Windermere in einem ehemaligen Landhaus namens Brockhole, das Coniston Boating Center und Informationszentren.
Wie bei allen anderen Nationalparks in England gibt es keine Beschränkung für den Zugang zum  Park und die Begehung entlang öffentlicher Wege, aber der Zugang zu Kulturland ist normalerweise auf öffentliche Fußwege, Reitwege und Nebenstraßen beschränkt. Ein Großteil des unbebauten Landes verfügt über gesetzliche Open-Access-Rechte, die rund 50 % des Parks abdecken.
Ackerland, Siedlung und Bergbau haben die natürliche Landschaft verändert. Das seit Jahrtausenden durch menschlichen Einfluss veränderte Ökosystem umfasst wichtige Lebensräume für Wildtiere. Nachdem es bei einem früheren Versuch, den Status eines Weltkulturerbes als natürliches Weltkulturerbe zu erlangen, aufgrund menschlicher Aktivitäten gescheitert war, war es schließlich in der Kategorie Kulturlandschaft erfolgreich und wurde 2017 mit dem Status ausgezeichnet.